# Droga wojewódzka 103
Die Droga wojewódzka 103 (DW 103) ist eine Woiwodschaftsstraße in Polen und verbindet die pommerschen Städte Kamień Pomorski (Cammin/Pommern) und Trzebiatów (Treptow an der Rega) miteinander. Ihre Gesamtlänge beträgt 36 Kilometer.
Die Straße, die in ihrer gesamten Länge auf der "Slak Cystersów" (Zisterzienserstraße) verläuft, führt durch die Woiwodschaft Westpommern und deren Kreise Kamień Pomorski (Cammin/Pommern) und Gryfice (Greifenberg).

## Straßenverlauf
Woiwodschaft Westpommern
- Powiat Kamieński (Kreis Cammin)
  - Kamień Pomorski (Cammin/Pommern) (DW 107 → Parłowo (Parlowkrug) bzw. → Dziwnówek (Walddievenow))
  - Mokrawica (Mokratz)
  - Świerzno (Schwirsen) (DW 105 → Gryfice (Greifenberg) – Brojce (Broitz) – Rzesznikowo (Reselkow))

- Powiat Gryficki (Kreis Greifenberg)
  - Ciećmierz (Zitzmar)
  - Paprotno (Parpart)
  - Paprotno Nowe (Neu Parpart)
  - Cerkwica (Zirkwitz) (DW 110 → Lędzin (Lensin) bzw. → Gryfice (Greifenberg))
  - Chomtowo (Gumtow)
  - ehemalige Bahnstrecke Wysoka Kamieńska–Trzebiatów (Wietstock – Treptow a.d. Rega)
  - Trzebiatów (Treptow an der Rega) (DW 102 → Rewal (Rewahl) – Międzyzdroje (Misdroy) bzw. → Błotnica (Spie) – Kołobrzeg (Kolberg) und DW 109 → Mrzeżyno (Deep) bzw. →  Gryfice (Greifenberg) – Płoty (Plathe))